# Triumph Daytona 955i
La Triumph Daytona 955i, chiamata inizialmente dal lancio e fino al 1999 come Triumph T595 Daytona, è una motocicletta di grossa cilindrata prodotta dalla casa motociclistica inglese Triumph dal 1996 al 2006.

## Descrizione

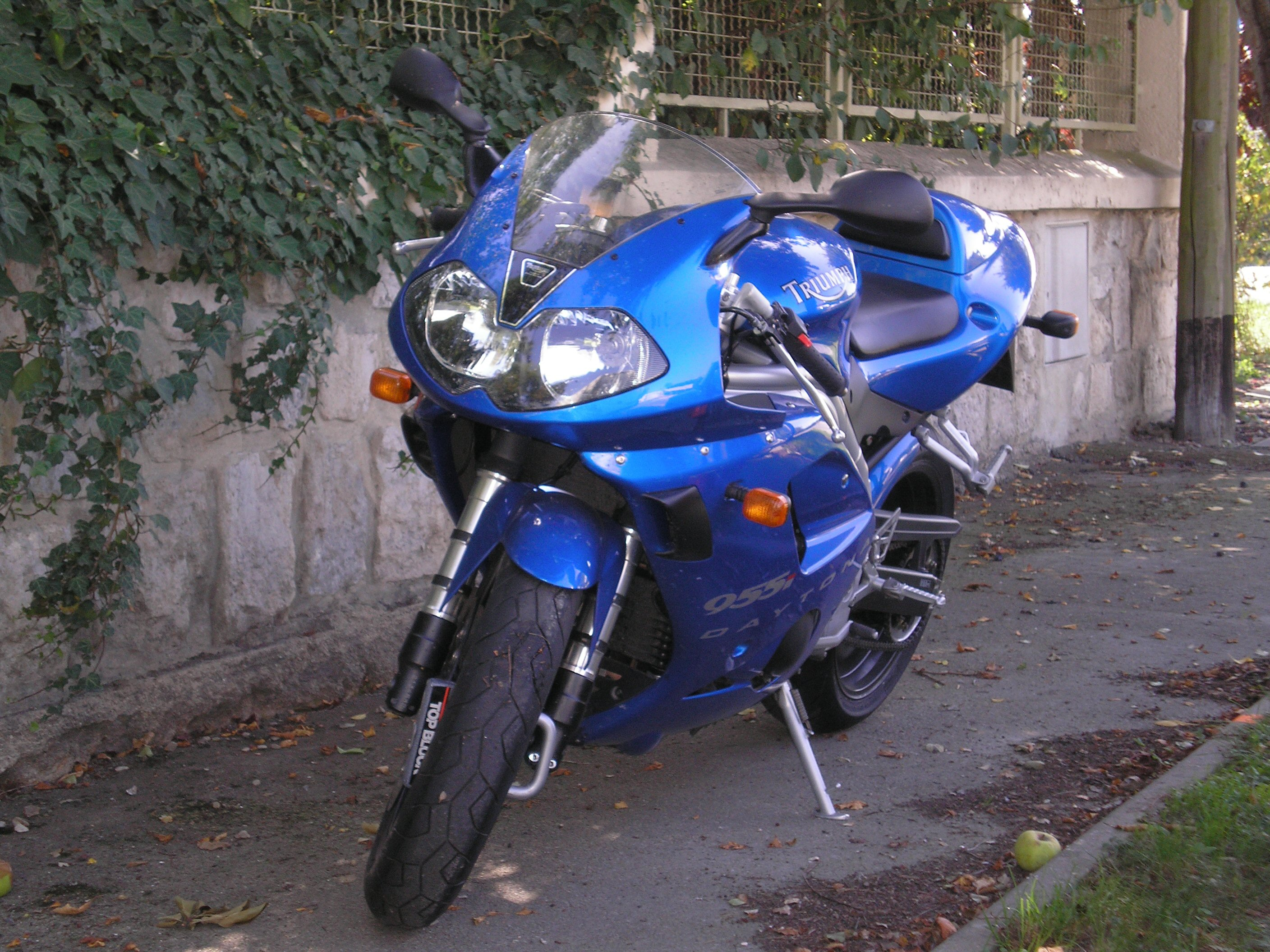
Daytona 955i del 2002

La moto monta un motore a tre cilindri in linea da 955 cm³ dotato di sistema di raffreddamento a liquido che produce una potenza massima di 130 CV ed eroga una coppia di 90 Nm. La distribuzione è a due alberi a camme in testa (DOHC) a 12 valvole, 4 per cilindro, che viene gestito da un cambio a sei rapporti ad innesti frontali.
I due freni a disco flottanti all'anteriore hanno un diametro di 320 mm e vengono azionati da pinze a 4 pistoncini. Sul posteriore è presente un freno a disco con un diametro di 220 mm e una pinza a doppio pistoncino. Gli pneumatici all'avantreno misurano 120/70 ZR 17 mentre al retrotreno 190/50 ZR 17.